# Émile Buhot-Launay
Émile Buhot-Launay (né le 12 juin 1881 à Kérity et mort le 1er mai 1970 à Sainte-Maxime) est un administrateur colonial français.

## Enfance et famille
Issu d'une fratrie de huit enfants aux origines profondément bretonnes, Émile passe son enfance à Paimpol. Son père, un temps maire de Kérity, est armateur et capitaine au long cours. Ce dernier part donc pêcher au large des côtes islandaises durant de longues périodes. C'est certainement cet esprit aventurier qui va pousser Émile vers une carrière coloniale. Par ailleurs, certainement du fait qu'il n'a pas souhaité infliger à sa femme et ses enfants ce que son père lui avait imposé en partant naviguer, Émile voyagera toujours le plus souvent possible avec sa femme et ses enfants. Il les emmènera ainsi à Madagascar et à Cayenne. Sa femme, Gabrielle Mombur, fille du sculpteur Jean-Ossaye Mombur, accouchera même par trois fois à Madagascar.  

## Formation (1901-1903)
Il est reçu au concours d'admission à l'École coloniale début novembre 1901. Il opte alors pour la section des carrières africaines. La formation dure trois ans.

## Premiers départs pour Madagascar (1902, 1906)
Début 1902, Émile rejoint un de ses cousins qui réside depuis quelques mois à Fénérive et qui a une petite plantation sur place. Il est colon à Vohitrambo en mars 1902, il occupe alors une partie de la zone des pas géométriques sur une surface de 3 hectares 8 ares à Fénérive destinée à la plantation de vanille. Il demande une parcelle à Vohitrambo et obtient 200 hectares qu'il ensemence de pommes de terre, haricots et autres mais la plus grande partie de son terrain est plantée en riz, en manioc et notamment de 1200 caféiers. Il envisage alors d'essayer la vanille et le cacao.
Cette perspective n'aboutira pas, son père meurt en août 1902. Il reste sur place jusqu'au début 1905. De santé fragile, touché régulièrement aux poumons, il est rapidement réformé et ne sert que quelques mois sous les drapeaux,. Il occupe brièvement, entre avril 1905 et mars 1906, un poste de directeur d'une école de langue et professeur de français, à Magdebourg puis Amsterdam, soutenant la méthode Berlitz,.
Il perd officiellement sa parcelle à Fénérive sur la zone des pas géométriques en février 1909 pour ne pas s'être "acquitté des redevances desquelles il était tenu et qu'il n'a fait aucune installation ni culture sur le terrain qu'il avait prévu d'occuper" (il l'a simplement abandonnée).
Il obtient quatre « permis de recherche de mines d'or, de métaux précieux et de pierres précieuses » entre juin 1905 et décembre 1906.
A Vohitrambo, lors de son installation, il construit sa propre maison, défriche des terres, trace des routes, tout cela avec seulement l'aide de deux domestiques. La main d’œuvre est en effet très difficile à trouver en ces temps-là à Madagascar.

## Carrière coloniale (1906-1938)
Émile gravit progressivement les échelons au sein de l'administration coloniale. Il entre à l'administration le 30 mars 1906 et est affecté au service des publications officielles du gouvernement général.
Depuis commis des Affaires indigènes de l'Afrique-Occidentale française à Gorée (d'avril 1906 à mars 1908), il est promu adjoint de 2ème classe aux affaires indigènes de l'AOF (avril 1908 - 1909), puis adjoint de 1ère classe (1909 - juillet 1910). En juillet 1910 il est alors nommé administrateur adjoint de 3ème classe des colonies (juillet 1910 - juillet 1912). Il sera ensuite nommé administrateur adjoint de 2ème classe (juillet 1912 - juillet 1914), adjoint de 1ère classe (juillet 1914 - mai 1917), administrateur de 3ème classe (mai 1917 - juillet 1919), de 2e classe (juillet 1919 - juillet 1921), de 1re classe (juillet 1921 - juillet 1925), et finalement administrateur en chef des colonies à compter de juillet 1925.

### Sénégal (1906-1909)
Emile commence sa carrière au Sénégal, à Gorée puis à Dakar en 1906 où il restera en poste jusqu'en août 1910 (dans les faits il revient à Madagascar en tant que colon dès 1908 puis il quitte le pays pour rentrer en France pour 8 mois de décembre 1909 à août 1910, en congé de convalescence prolongé,,).

### Madagascar (1910-1923)
En septembre 1910, Émile, revenant d'un long congé en France, est mis à la disposition du gouverneur général de Madagascar. En novembre, il est y alors affecté à la direction des finances et de la comptabilité.
Il change régulièrement d'affectation : à la province de l'Itasy (en tant qu'adjoint au chef de la circonscription) de janvier à février 1911 à rédacteur au bureau du cabinet du gouverneur général puis chef de section au cabinet de février à octobre 1911, et à Antsirabe (en tant qu'adjoint au chef de la province du Vakinankaratra) d'octobre 1911 à mai 1913.
Il est, en août 1912, chargé des fonctions de chef par intérim du district de Betafo pendant la durée d'absence de l'administrateur en poste. Ces nouvelles fonctions le chargent de multiples fonctions auxiliaires à son poste : chargé du service des mandats postaux intérieurs du bureau auxiliaire de Betafo, vérificateur des poids et mesures dans le district (à partir de septembre 1912), greffier après la justice de paix d'Antsirabe et notaire ainsi que délégué des domaines de la curatelle, débitant des timbres fiscaux et enfin comptable de l'assistance médicale indigène dans la province du Vakinankaratra (en décembre 1912),. L'administrateur colonial était en effet amené à faire une multitude de tâches, toujours sur le terrain et au contact de la population.
Émile est affecté à Andovoranto (voir Anivorano) en tant qu'adjoint au chef de la province en mai 1913 et nommé chef du district d'Anivorano en août 1913, poste qu'il occupera jusqu'en juillet 1914. Il occupe alors des fonctions auxiliaires à son poste similaires à celles occupées à Betafo à partir de janvier 1914,,,,.

#### Période 1914-1918
Alors en séjour à Diego-Suarez, Emile est affecté comme adjoint à l'administrateur-maire et chef de la province à Diego-Suarez en août 1914. Il est ensuite chef du district de Port-Bergé de février à août 1915,. Il se fixe alors à Tananarive pour deux ans où il est adjoint au gouverneur. 
Il obtient fin octobre 1917 une citation au Journal officiel "pour s'être particulièrement distingué à l'occasion du recrutement des troupes indigènes",,. Les administrateurs sont en effet mobilisés pour encourager le recrutement (volontaire) de troupes nécessaires au soutien sur le territoire métropolitain.
Emile alors chef du district d'Andramasina, est, en novembre 1917, affecté à la direction du contrôle financier puis retrouve ses fonctions de chef du district d'Andramasina en juin 1918 après avoir été remplacé de ses fonctions à la direction du contrôle financier. Il est ensuite chef du district d'Ambohidratrimo de juillet 1918 à janvier 1919.

#### Après-guerre
Il est chef de la province de Maevatanana de fin janvier 1919 à décembre 1921.
En octobre 1920, il obtient un congé administratif de 11 mois à Nice.
Il est nommé, à son retour de congé, adjoint au chef de la province d'Ambositra en décembre 1921 puis chef de la province de Morondava de mai 1922 à mars 1923.

### Moyen-Congo (1923)
Émile est mis à disposition du gouverneur général de l'Afrique-Équatoriale française en mars 1923 et en poste au Moyen-Congo jusqu'en décembre.

### Tchad (1924-1926)
Il arrive à Fort-Lamy en janvier 1924 puis revient en France en avril 1925. Il est alors domicilié à Nice.
Il est nommé secrétaire de la section des matières grasses du conseil économique de l'AEF en novembre 1925. Le 4 février 1926, il donne une conférence à la Société de Géographie de Lille sur le sujet : "L'Afrique Équatoriale Française". Il participe la même année au Congrès de l'Institut colonial de Marseille.
En 1926, il est sous-directeur de l'Agence économique de l'AEF, il est décoré de la Légion d'honneur en août.

### Guyane (1927-1929)
Émile est muté en Guyane en février 1927 pour remplir les fonctions de secrétaire général du gouvernement et de président du contentieux administratif de la Guyane et restera en poste jusqu'à fin mars 1929. Il sera également de novembre 1927 à mars 1928 gouverneur par intérim en remplacement du Gouverneur Maillet. Il est accusé durant son intérim d'avoir notamment déclenché les "émeutes sanglantes qui ont soulevé la Guyane en 1928-1929" par l'hebdomadaire satirique Bec et ongles,, faits l'obligeant à rentrer en France, toujours selon la même source.

### Tchad (1929-1932)
Buhot-Launay est placé, sur sa demande, à la disposition du gouverneur général de l'AEF en mars 1929. Il part donc de Bordeaux pour le Tchad le 19 mars 1929. Il est chargé par intérim des fonctions de Lieutenant-gouverneur du Tchad (en remplacement de M. de Coppet) le 18 avril et ce jusqu'au 22 novembre 1929. Il rencontre à Fort-Lamy durant cette période Paul-Louis Hoefler,  un reporter et explorateur britannique alors sur le tournage du film "Africa speaks",.
Il dirige jusqu'en août 1932 le contrôle financier du gouvernement général de l'AEF.

### Moyen-Congo (1932-1935)
Le 24 août 1932, Émile est chargé par intérim des fonctions de Lieutenant-gouverneur du Moyen-Congo pendant l'absence du titulaire . Cette nomination est notamment discutée par l'hebdo satirique et anticolonialiste Bec et ongles,. Il reste officiellement en poste jusqu'au 21 novembre 1932 date à laquelle le gouvernement du territoire est délégué au gouverneur général de l'AEF. En réalité il poursuit au moins jusqu'en janvier 1933.
Il remplit des voyages d'inspection dans son gouvernement comme en février 1933. Il part de Brazzaville, il est à Ouesso le 28 et revient à Brazzaville le 23 mars.
Il inaugure le 10 août 1933 la Foire-Exposition de Pointe-Noire avec le gouverneur général p.i. M. Alfassa. Il inspecte aussi régulièrement la ligne de chemin de fer en construction Congo-Océan,.
En novembre 1934, il est nommé membre du Conseil du Contentieux en AEF pour la fin d'année.
Émile est présent à la clôture de la Conférence Impériale sur les colonies au Sénat le 14 avril 1935
Il est nommé chef du département du Kouilou en mars 1935 pour une courte période jusqu'en novembre. Il est alors nommé Inspecteur des Affaires administratives du Moyen-Congo, poste qu'il occupe jusqu'en mars 1938.

### République centrafricaine(1936-1937)
En octobre 1936, Émile est chargé par intérim des fonctions de gouverneur délégué du gouverneur général de l'AEF à Bangui.

### Tchad (1938-1939)
Il est nommé par intérim en mars 1938 gouverneur du Tchad jusqu'au 19 novembre date à laquelle lui succède au poste Félix Éboué.
Il est alors nommé chef du service local de l'AEF du Coton et des Textiles, le 23 novembre 1938.
Il fait valoir ses droits à une pension de retraite pour ancienneté de service en juillet 1938 et l'obtiendra quelques mois plus tard, en 1939.
Il quitte définitivement le continent africain le 17 avril 1939 à Pointe-Noire

## Décorations
- Chevalier de l'ordre des Palmes académiques[9] en 1911
- Chevalier de la Légion d'honneur en août 1926[88]
- Officier de l'ordre de l'Étoile noire en avril 1921[89]
- Chevalier de l'ordre du Mérite agricole en septembre 1927[90]
- Officier de l'ordre de la Couronne en décembre 1935
- Officier de l'Ordre du Nichan el Anouar
- Officier de l'Ordre de l'Etoile d'Anjouan